# Lijst van oorlogsmonumenten in Geldrop-Mierlo
De Nederlandse gemeente Geldrop-Mierlo heeft drie oorlogsmonumenten. Hieronder een overzicht.
| Nr.  | Object         | Herdachte groep                                                                                  | Ontwerper                                   | Onthulling | Type               | Locatie               | Plaats  | Coördinaten                   | Foto           |
| ---- | -------------- | ------------------------------------------------------------------------------------------------ | ------------------------------------------- | ---------- | ------------------ | --------------------- | ------- | ----------------------------- | -------------- |
| 968  | Brits ereveld  | geallieerde militairen                                                                           | Sir Reginald Blomfield (ontwerp Offerkruis) |            | begraafplaats/graf | Geldropseweg, 5731 AA | Mierlo  | 51° 26' 18" NB, 5° 36' 6" OL  | Brits ereveld  |
| 1850 | Vrijheidsbeeld | algemeen, allen                                                                                  | Will Sleegers-van de Putt                   | 5 mei 1965 | beeld/sculptuur    | Heuvel 5, 5664 HJ     | Geldrop | 51° 25' 22" NB, 5° 33' 36" OL | Vrijheidsbeeld |
| 1853 | Indië-monument | militairen in dienst van het Ned. Kon. na 1945, militairen in dienst van het Ned. Kon. 1940-1945 |                                             | 8 mei 1999 | gedenksteen        | Aragorn, 5663 RS      | Geldrop | 51° 24' 46" NB, 5° 32' 56" OL | Indië-monument |

Alphen-Chaam ·
Altena ·
Asten ·
Baarle-Nassau ·
Bergeijk ·
Bergen op Zoom ·
Bernheze ·
Best ·
Bladel ·
Boekel ·
Boxtel ·
Breda ·
Cranendonck ·
Deurne ·
Dongen ·
Drimmelen ·
Eersel ·
Eindhoven ·
Etten-Leur ·
Geertruidenberg ·
Geldrop-Mierlo ·
Gemert-Bakel ·
Gilze en Rijen ·
Goirle ·
Halderberge ·
Heeze-Leende ·
Helmond ·
's-Hertogenbosch ·
Heusden ·
Hilvarenbeek ·
Laarbeek ·
Land van Cuijk ·
Loon op Zand ·
Maashorst ·
Meierijstad ·
Moerdijk ·
Nuenen, Gerwen en Nederwetten ·
Oirschot ·
Oisterwijk ·
Oosterhout ·
Oss ·
Reusel-De Mierden ·
Roosendaal ·
Rucphen ·
Sint-Michielsgestel ·
Someren ·
Son en Breugel ·
Steenbergen ·
Tilburg ·
Valkenswaard ·
Veldhoven ·
Vught ·
Waalre ·
Waalwijk ·
Woensdrecht ·
Zundert